# Erecteón

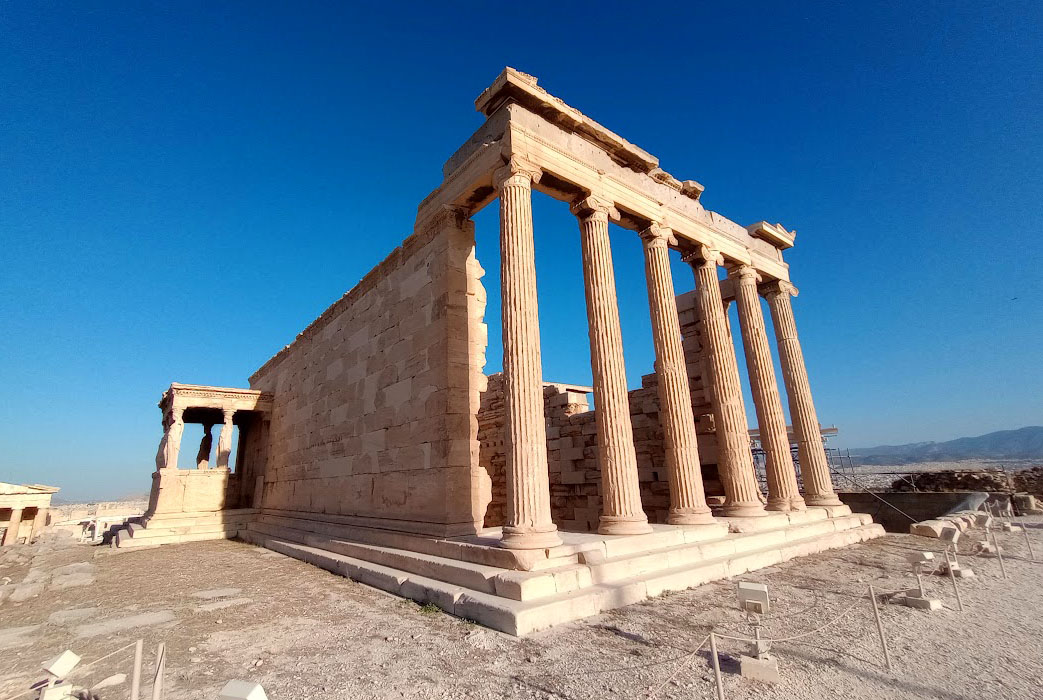
El Erecteón en la Acrópolis.

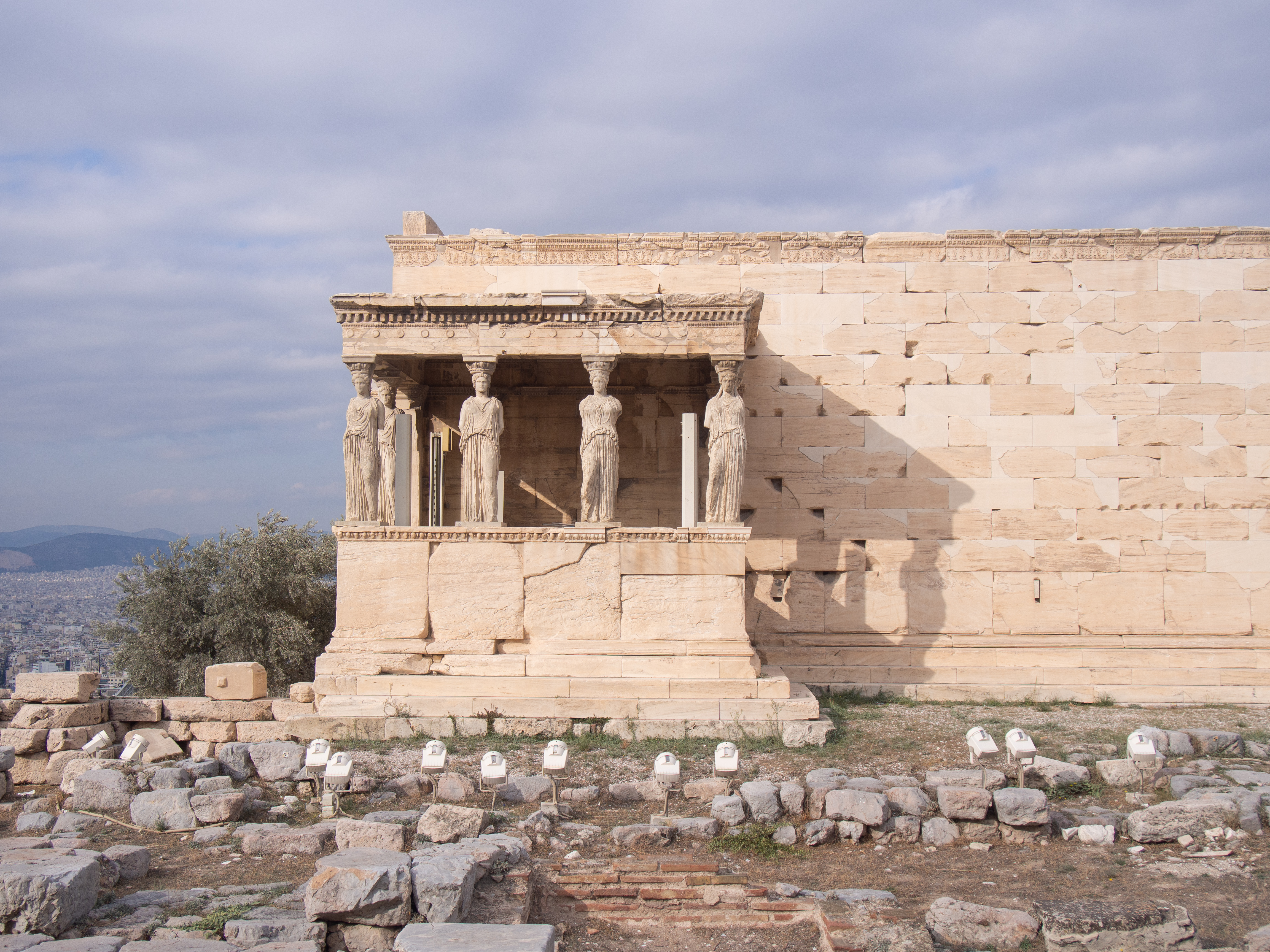
Fachada sur.

El Erecteón o Erecteion (en griego antiguo: Ἐρέχθειον, romanizado: Erékhtheion, en griego: Ερέχθειο, romanizado: Erékhtio) es un templo griego creado por los arquitectos Mnesicles y Filocles, y Alcámenes como creador de las Cariátides este templo está situado en el lado norte de la Acrópolis de Atenas, frente al Templo de Atenea Niké, fue creado en honor a los dioses Atenea Polias y Poseidón y a Erecteo, rey mítico de la ciudad. Su nombre significa “el (templo) de Erecteo”. De orden jónico, áptero, atribuido al arquitecto Mensicles es uno de los más bellos monumentos arquitectónicos griegos. Está hecho de mármol pentélico que procedía de una cantera situada  a 16 km de Atenas. Se construyó entre el año 421 y el 406 a. C.
De planta irregular, por el declive del terreno, consta de tres pórticos. Uno de ellos, en la cara sur, es la famosa tribuna de las Cariátides, que indicaba la tumba del mítico rey Cécrope. Contaba con decoración policromada.
Para su financiación se destinaron fondos de la Liga de Delos, liderada por Atenas. La guerra del Peloponeso fue la causante de que tardara 15 años en terminar de construirse. Debido a los daños sufridos por un incendio se reconstruyó en el año 395 a. C.

## Funciones

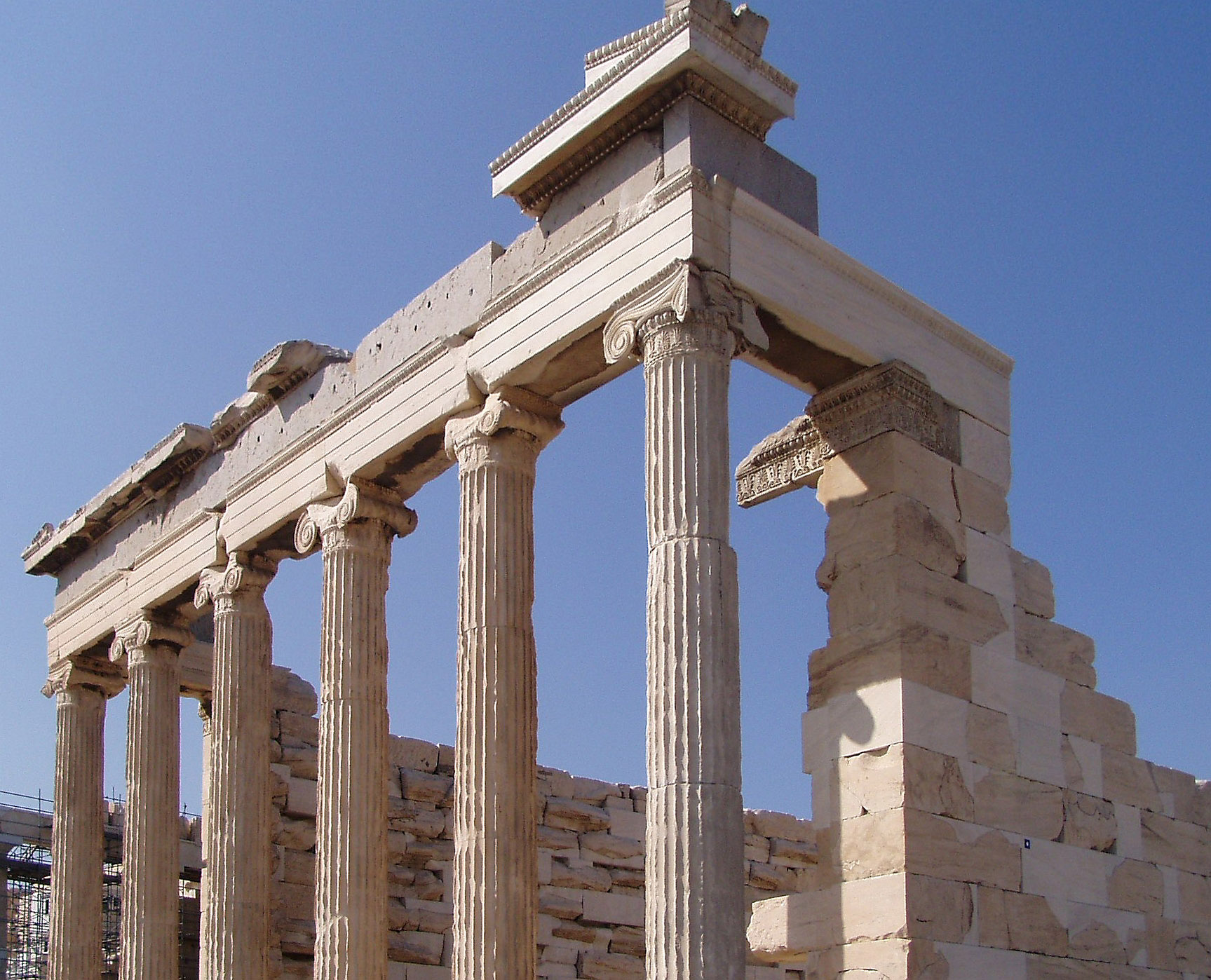
Vista noreste del Erecteón.

Uno de los motivos de su construcción fue la necesidad de preservar los sitios sagrados, ya que reemplazó al Antiguo templo de Atenea, que se encontraba entre el Partenón y el emplazamiento actual y que fue destruido por los persas en 480 a. C., durante las guerras médicas.
El templo no está dedicado a una única divinidad, sino que está constituido por varios santuarios. Tres de estos santuarios están dedicados a Atenea, Poseidón y Zeus. Se supone que los otros dos santuarios están dedicados a Cécrope y Erecteo, dos reyes míticos del Ática.
El Erecteón agrupaba algunas de las reliquias más antiguas y más sagradas de los atenienses. Es en este lugar donde, según la leyenda, tuvo lugar la disputa entre Atenea y Poseidón. En
la roca hay la marca de un tridente,
de la que brotó un manantial, que según Pausanias era un pozo de agua salada cuando visitó Atenas.
El edificio jónico, construido para albergar la estatua de Atenea Polias, se ha denominado en la erudición moderna el Erecteón (el santuario de Erecteo) en la creencia de que englobaba dos edificios mencionados por el geógrafo grecorromano Pausanias: el templo de Atenea Polias y el Erecteón. Sin embargo, la cuestión de si el Erecteón al que se refieren Pausanias y otras fuentes es realmente el templo jónico o un edificio totalmente distinto se ha convertido en un punto de controversia en las últimas décadas, y varios estudiosos han descartado que Atenea y Erecteo recibieran culto en un mismo edificio. Entre las ubicaciones alternativas sugeridas para el verdadero Erecteón se encuentran las estructuras de la Acrópolis identificadas convencionalmente como Arreforión, el Santuario de Zeus Polieo, el Santuario de Pandión y el Antiguo templo de Atenea. En los decretos oficiales se hace referencia al edificio jónico como «... το͂ νεὸ το͂ ἐμ πόλει ἐν ο͂ι τὸ ἀρχαῖον ἄγαλμα» (el templo de la Acrópolis en cuyo interior se encuentra la antigua estatua). En otros artículos se le denomina Templo de la Polias. El Erecteón, tal como estaba en su época, intacto, fue descrito extensamente por Pausanias.

## Arquitectura

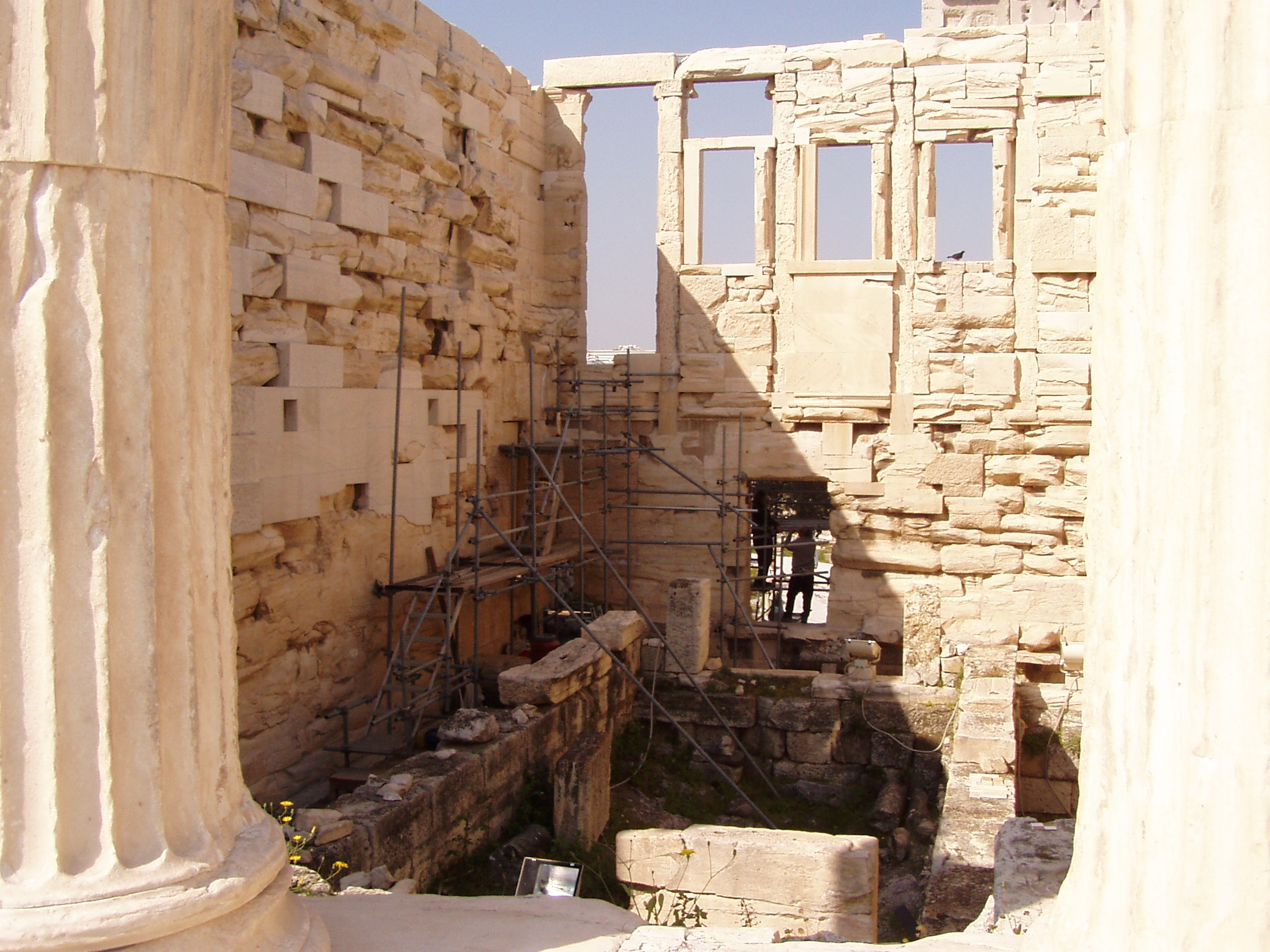
Interior del Erecteón.

Pericles, en sus planes de acondicionamiento de la Acrópolis y después del Partenón, para rendir homenaje a la tradición, decidió la construcción de un edificio nuevo destinado a reagrupar las antiguas reliquias.
El arquitecto fue Mnesicles, quien consiguió conciliar en un único edificio las necesidades de los diversos ritos, así como los problemas impuestos por un terreno irregular, que la tradición religiosa no permitía nivelar; es más, justamente jugando con tales irregularidades, realizó una de las construcciones más originales del arte clásico. El templo está construido sobre un terreno irregular, de manera que los lados norte y oeste están situados cerca de 3 metros más bajos que los lados norte y este. Esta disposición se debe también al hecho de que el templo incorporaba varios antiguos lugares de culto. El conjunto es un rectángulo orientado de este a oeste, con una sección oriental (naos de Atenea Polias) precedida por una sección occidental, que consta de tres recintos: una estancia rectangular, con un pórtico en cada uno de sus extremos norte y sur, y dos cámaras interiores, que anteriormente estuvieron separadas por un muro bajo.
Otras fuentes citan a Calícrates como autor del proyecto.
El pórtico, además, da acceso al Pandrosio, el santuario de Pándroso, a la que Atenea había confiado a Erictonio cuando este era niño; en este lugar estaba el olivo sagrado de la diosa.

Planta del Erecteón en su estado actual.

Construido con mármol blanco del monte Pentélico, el templo tiene una disposición peculiar, que consiste no solo en un núcleo rectangular, sino también en salas con columnas separadas en los lados norte y sur.
El núcleo del templo se divide en dos partes, la oriental y la occidental. La parte oriental era el pronaos. Se accedía a ella por una columnata de columnas jónicas, de unos 11,6 m de ancho, situada en el extremo oriental del edificio. La parte oriental estaba dedicada a los cultos de Poseidón, Erecteo, Zeus y Butes.
La parte occidental del templo era el núcleo real del templo, la cella. Se accedía a ella por una columnata del edificio del ala norte, de unos 10,7 m de ancho.La parte occidental estaba dedicada a los cultos de Atenea Polias y Hermes. También contenía la tumba de Erecteo.
El Erecteón es único en el corpus de templos griegos en el sentido de que su composición asimétrica no se ajusta al canon de la arquitectura clásica griega. Esto se atribuye a la irregularidad del emplazamiento, con un gran desnivel. o a la naturaleza evolutiva y compleja de los cultos que albergaba el edificio.
Además, su historia postclásica de cambios de uso, daños y espoliación lo ha convertido en uno de los yacimientos más problemáticos de la arqueología clásica. La naturaleza y ubicación exactas de los diversos elementos religiosos y arquitectónicos del edificio siguen siendo objeto de debate. No obstante, el templo fue un ejemplo fundamental del estilo jónico clásico y ejerció una gran influencia en el arte helenístico posterior.
No existe ningún relato totalmente satisfactorio sobre la distribución interior del Erecteón en la Antigüedad, ya que con el paso del tiempo se ha borrado por completo. Los puntos de controversia son si había un muro divisorio interno y dónde, y si el edificio tenía dos plantas, como sugiere la descripción que hace Pausanias de él como un διπλοῦν... οἴκημα. diploun...oikemaLa opinión convencional sobre la reconstrucción del interior del naos es que estaba dividido en dos a imitación del opistodomos del templo arcaico de Atenea Polias y que el altar de Atenea estaba en la mitad oeste de la cámara y los altares de Erecteo, Poseidón y Butes en la otra. Otra posibilidad es que el Erecteón sustituyera a la cella oriental del antiguo templo de Atenea y tuviera un muro transversal en el este.
La parte occidental del templo con 6 columnas de orden jónico, está flanqueado por seis columnas de orden jónico que daban acceso al recinto en el que se custodiaba la estatua de madera (xoanon) de Atenea Polias, que se creía que era el mismo que el Paladio que cayó del cielo y fue traído desde Troya.
En cuanto a la policromía se sabe que hasta 1840 era visible en los elementos arquitectónicos. Los relieves del friso eran de piedra caliza oscura. La decoración de los capiteles del  pórtico norte contenía ornamentos de bronce dorado,vidrio de colores amarillo, púrpura, azul y rojo.

## Escultura
En el Erecteón hay dos programas escultóricos figurados: el friso y las korai del pórtico de las Cariátides. El entablamento del naos y del pórtico norte presenta un friso de piedra caliza azul de Eleusis decorado con figuras de mármol blanco pentélico fijadas con espigas de hierro. Este efecto camafeo  de las piedras en contraste era único entre los templos jónicos y poco frecuente en otras aplicaciones. De los elementos esculpidos, se conservan 112 fragmentos del friso, tal vez el 80% de las figuras. Los intentos de emparejar el agujero de la espiga con la figura no han tenido éxito,  por lo que el orden de las figuras y el tema general del friso siguen sin estar claros. Sin embargo, se han hecho varios intentos de identificar escenas individuales dentro de la secuencia de figuras. Según Pallat, en el pórtico norte había una carrera de cuadrigas en la cara oeste, Atenea atrapando a las hijas de Cécrope abriendo la cesta que contenía a Erictonio en el norte y el nacimiento de Erictonio en el este.
Otras sugerencias sobre aspectos de la narrativa del friso incluyen la historia de Ion, el sacrificio de las hijas de Erecteo para salvar Atenas, y la partida de Erecteo hacia la batalla con Eumolpo. La reinterpretación de Peter Schultz de los dioses y diosas de pie en el pórtico este del templo de Atenea Niké como el nacimiento de Atenea, invita a la comparación con la escena de nacimiento del frontón del Partenón y ha suscitado la pregunta de si existe una tradición de escenas de nacimiento en la escultura ática que se continuó en el friso del Erecteón.

### Pórtico de las Cariátides
Las Cariátides del Erecteón son un grupo de seis antiguas esculturas griegas de cariátides del Erecteón. Cinco de las esculturas se encuentran en el Museo de la Acrópolis de Atenas y una en el Museo Británico. En su lugar hay ahora réplicas.
Al sur está el famoso pórtico de las Cariátides, al que se accedía desde el pronaos. situado en la parte sur, por unas escaleras en forma de L, La columnata tenía seis columnas con esculturas femeninas, o cariátides, que sostenían el entablamento. En el pórtico, seis estatuas de mujeres jóvenes con peplos drapeados, de 2,3 metros de altura, sirven de columnas, soportando el entablamento. Las que se encuentran in situ son réplicas. Cinco de las originales se encuentran en el Museo de la Acrópolis, protegidas de la corrosión y de la polución, y la otra en el Museo Británico de Londres. Se accedía al pórtico desde la parte occidental del Erecteo, 

Fueron esculpidas hacia el año 415 a. C. Son del tipo korai, esculturas femeninas del género que actúan como columnas en un edificio. En Erecteion, las cariátides formaban una columnata que sostenía el tejado del edificio en el lado sur del templo, en el lado del Partenón. Cuatro de las esculturas se encontraban en el lado sur más largo de la columnata y las otras dos en los lados más cortos, una a cada lado. Unas con la rodilla izquierda doblada y otras con la derecha, otorgando al conjunto flexibilidad. 

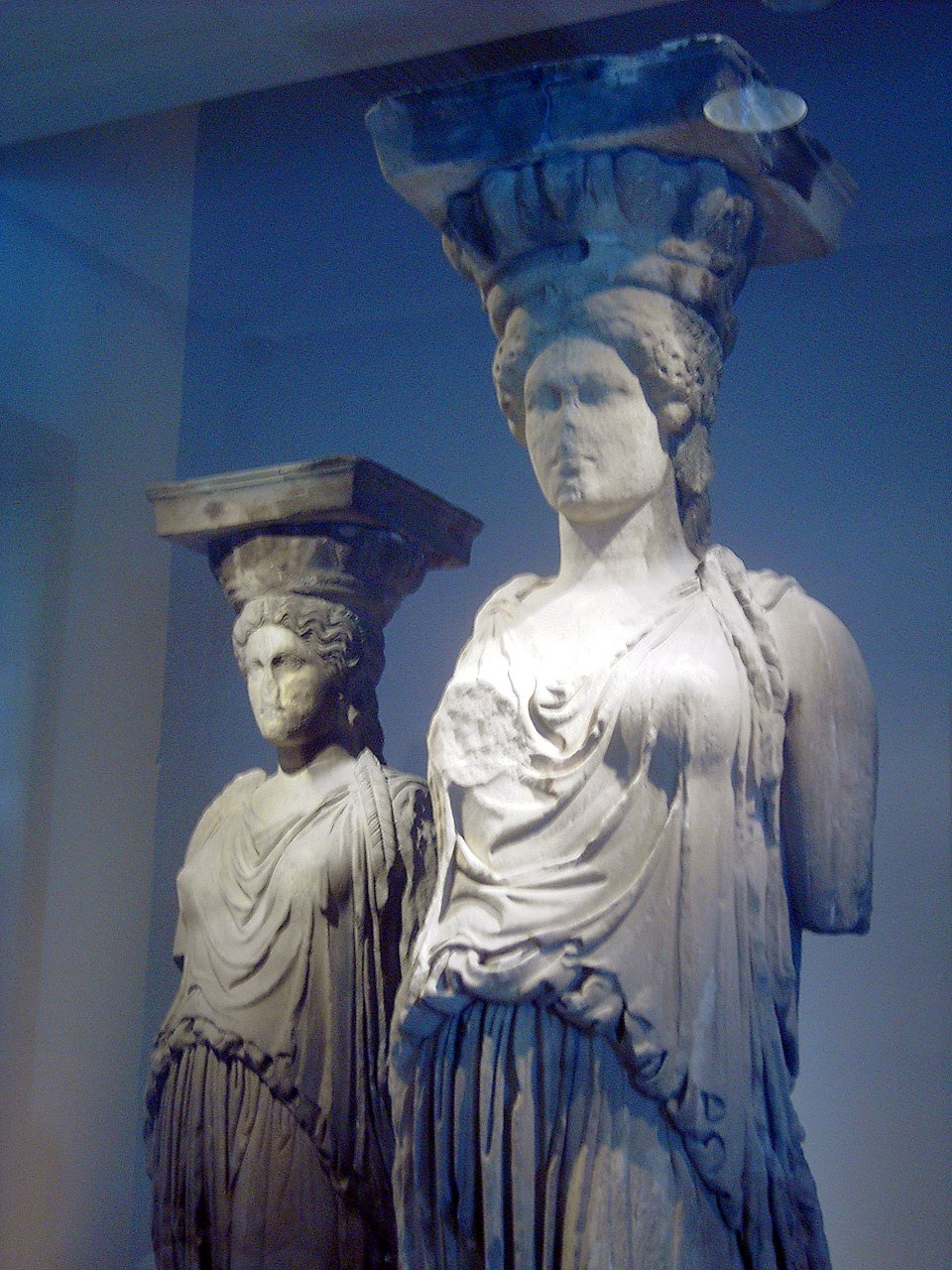
Cariátides originales conservada en el Museo de la Acrópolis.

Las esculturas son de mármol blanco del monte Pentélico y miden unos 2,3 metros de altura. Las doncellas están vestidas con peplos. Las esculturas probablemente llevaban vasos en las manos, pero ni las manos ni los vasos se han conservado. Cada doncella lleva el pelo largo, que le cae en elaboradas trenzas por la espalda.  A una de las seis figuras femeninas que sostenían el arquitrabe, el peso que soporta recae sobre la pierna derecha, oculta por los pliegues perpendiculares del vestido. La otra pierna está doblada y el manto la cubre. La cabeza está rematada por un capitel. También se conserva parte del ábaco.
Por lo demás, las esculturas son casi idénticas, pero cada una lleva el pelo trenzado de forma diferente, probablemente en consonancia con los auténticos peinados de la época.
Las esculturas se denominan korai, “doncellas”, en las inscripciones del edificio. El edificio del lado que contiene las cariátides posiblemente representaba la parte visible de la tumba del rey Cécrope, y las doncellas posiblemente debían servir como una especie de ofrenda para el difunto.

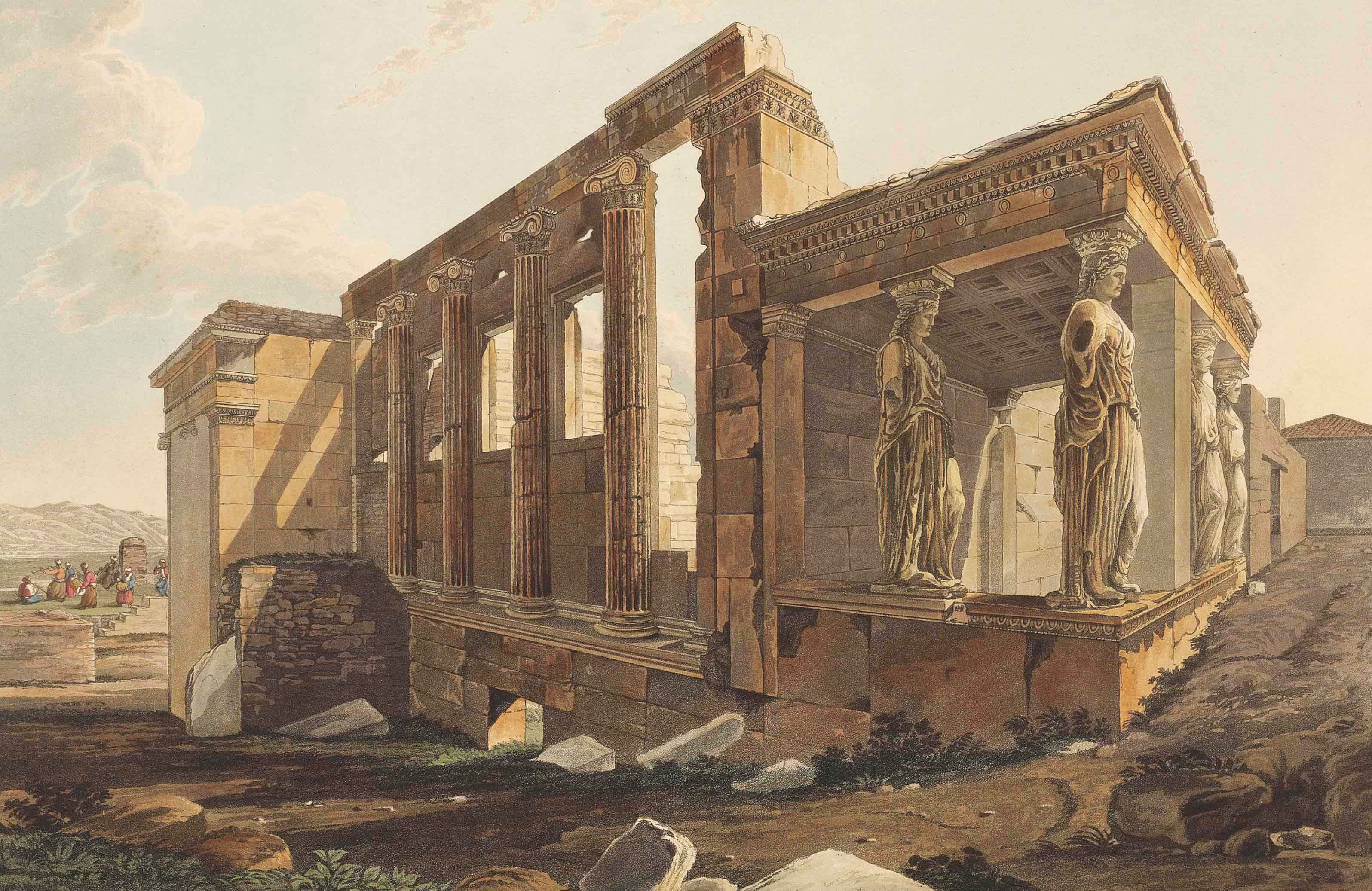
Vista suroeste del Erecteón (grabado de 1805).

Según Vitruvio (De architectura I.1.5), estas mujeres representaban a las habitantes de Carias en Laconia en el Peloponeso. Esta ciudad había colaborado con el invasor persa, por lo cual los atenienses le declararon la guerra y vendieron a sus mujeres como esclavas. Para que sirviera de ejemplo, estas estatuas están esculpidas en mármol para recordar la suerte de los que colaboraron.  Actualmente se duda de la explicación del arquitecto romano, dado que las figuras de mujeres como columnas ya eran utilizadas en Grecia y el Levante mediterráneo antes de las guerras médicas. No obstante, esta interpretación sigue siendo la más difundida desde el Renacimiento.
Por otro lado, las mujeres de Carias, lugar de origen de Helena, eran consideradas notablemente bellas.
Lord Elgin desprendió y exportó una de las cariátides a Gran Bretaña en 1801, al tiempo que se llevaba para sí gran parte de los Mármoles del Partenón supervivientes. La escultura fue adquirida por el Museo Británico en 1816, y el ejemplar allí adquirido está mejor conservado que los que quedaron en Atenas, dañados posteriormente por la contaminación atmosférica. Por otra parte, ha sufrido intentos de blanqueamiento. Las cariátides que permanecieron en Atenas fueron trasladadas al Museo de la Acrópolis en 1978 para protegerlas de nuevos daños causados por la contaminación atmosférica. Ahora se encuentran en el Nuevo Museo de la Acrópolis.

## Historia

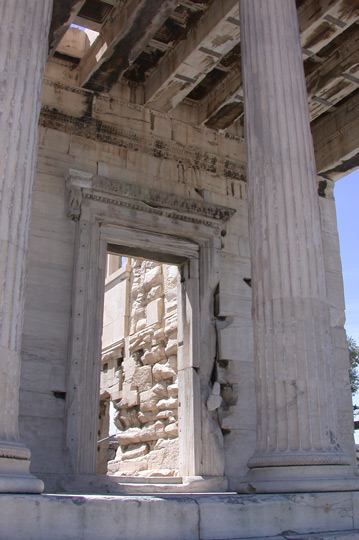
Erecteón, pórtico norte.

La construcción del templo, tal y como es visible hoy, empezó durante la guerra arquidámica (primera fase de la guerra del Peloponeso), cuando la tregua de la Paz de Nicias en 421 a. C. Esta es, en general, la opinión mayoritaria; la razón es que esta pausa en la larga guerra del Peloponeso habría sido el momento más conveniente para iniciar un gran proyecto de construcción y que probablemente se produjo un paréntesis en la construcción durante la Expedición a Sicilia en el año 413 a. C. Los trabajos parecen haber terminado en 406-405 a. C., y los últimos informes datan de 405-404 a. C., aunque algunas de las aristas de algunos bloques de piedra no se cincelaron. 
Los nombres de los arquitectos supervisores (episkopos), Filocles y Arquíloco, han llegado hasta nosotros. Trabajaron en el emplazamiento a partir del año 409 a. C..Pero se desconoce la identidad del arquitecto (architecton). Se han sugerido varios candidatos; a saber, Mnesicles, Calícrates, e Ictino.
El templo fue modificado y dañado en varias reanudaciones de forma que su acondicionamiento interior original está sujeto a controversia. Fue primero dañado por un incendio durante el periodo clásico, quizá incluso antes de ser acabado y fue restaurado. La cella oeste fue modificada en 377 a. C. y en 27 a. C.
El templo se quemó en el siglo I y posteriormente fue reparado con alteraciones menores.
En época paleocristiana fue convertido en una iglesia dedicada a la Theometor (“Madre de Dios”).

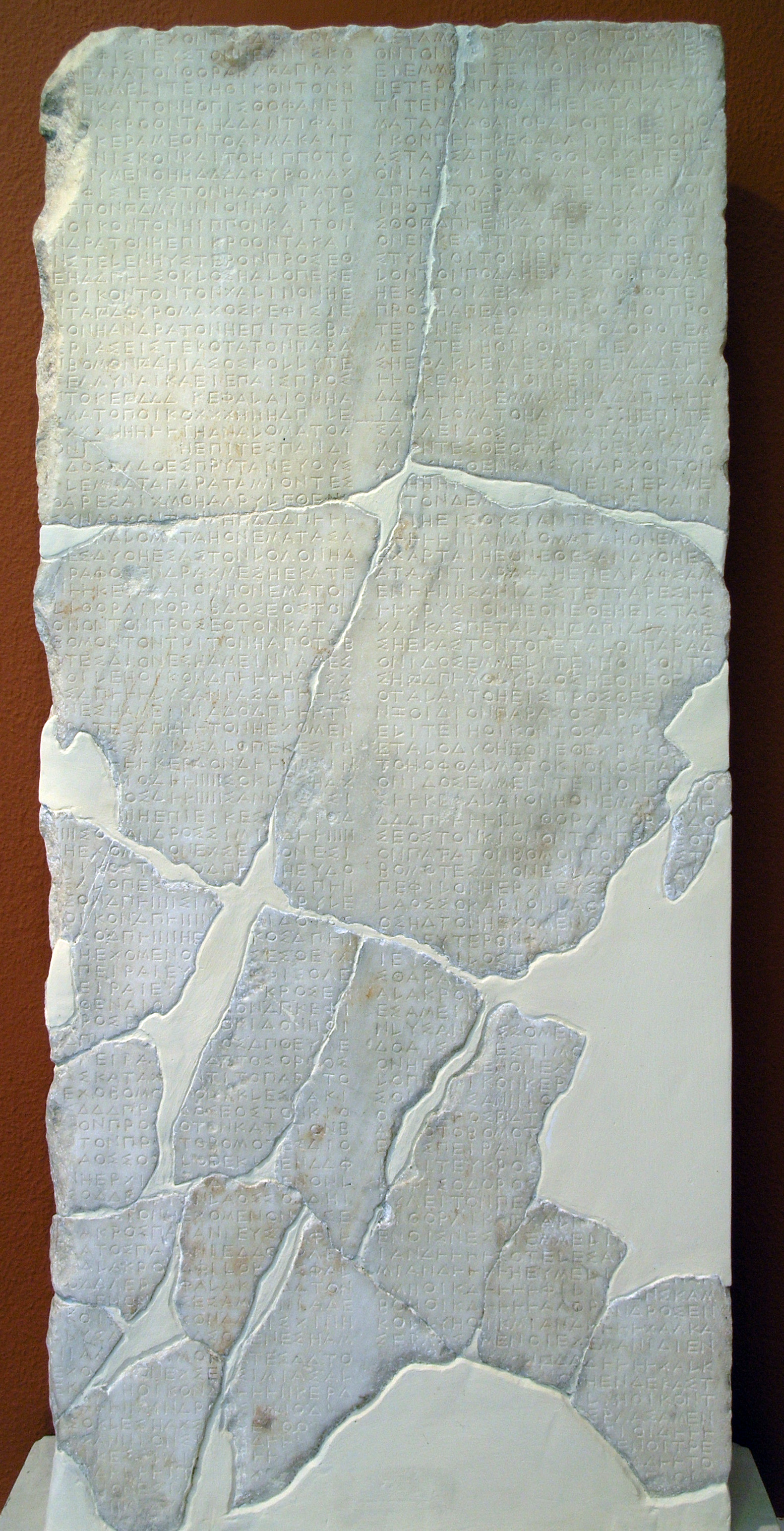
Inscripción donde figuran las cuentas de la construcción del 407/406 a. C

En el periodo postclásico, fue objeto de una serie de cambios estructurales que hay que suponer se debieron a la adaptación del edificio al culto cristiano. El primero fue su transformación en una sala con pilares y cubierta de bóveda de arista en algún momento del siglo IV A finales del siglo VI o en el VII, fue transformado en iglesia bizantina: de tres naves, con el corredor occidental como nártex. La parte central de los cimientos orientales se eliminó para hacer sitio a un ábside curvo. En el siglo XI la basílica fue renovada. El ábside redondo se amplió y se le dotó de lados rectos en el exterior. Durante la ocupación franca (1204-1458), fue desacralizado y transformado en residencia episcopal, probablemente para los obispos católicos de Atenas que celebraban misa en la catedral latina de Nuestra Señora de Atenas. Durante el dominio otomano, en 1463, el templo sufrió otros daños; el pórtico norte fue tapiado y los muros interiores fueron destruidos y otros más fueron edificados. La adaptación de la Acrópolis a guarnición, adoptó su encarnación definitiva como harén del Disdar. Sin embargo, nuevas investigaciones ponen en duda que el edificio se utilizara realmente como harén, ya que las fuentes turcas no lo mencionan.
A continuación fue utilizado como polvorín. Esto marca el fin del edificio original, cuando los venecianos combatieron a los otomanos, el polvorín explotó, destruyendo el techo y dañando otros monumentos situados en la proximidad.
A principios del siglo XIX, Thomas Bruce Elgin, séptimo conde de Elgin y embajador británico en Constantinopla, hizo quitar una de las cariátides y una columna, así como numerosas esculturas del Partenón, y las vendió al Museo Británico. Durante la Guerra de Independencia griega, el edificio fue bombardeado y severamente dañado.
Entre 1836 y 1842 el se reconstruyó parcialmente. En 1885, y a lo largo de finales del siglo XIX se realizaron más restauraciones y excavaciones. La forma actual del edificio se debe, en gran parte, a la restauración realizada por N. Balanos entre 1902 y 1909.  De nuevo, entre 1979 y 1987, el Erecteón se convirtió en el primer monumento de la Acrópolis en ser restaurado, como parte de un proyecto de conservación y restauración.